# Église Saint-Fraimbault de Lassay
L'église Saint-Fraimbault est située à Lassay-les-Châteaux, en Mayenne. Elle ne doit pas être confondue avec l'église du village de Saint-Fraimbault-de-Lassay, à la sortie est de la ville, où était établie une communauté. 
Cette église, dont une des pierres d'angle de la façade est une pierre tombale marquée d'une croix pattée ressemblant fortement à un trèfle et un calice, symboles associés à saint Fraimbault, est plus ancienne.
Saint Fraimbault : fram baldus de laceio, porteur de lance du lac. Il est lié à cette première église et est honoré dans la nouvelle église au centre de Lassay. Les symboles ci-dessus et le nom font penser qu'il aurait pu être la figure inspiratrice de Lancelot du lac (lancelot : porteur de lance, le valet trèfle et sa recherche du graal) .

## Description
Des pierres tombales, déjà signalées par M. l'abbé Gillard, ont été encastrées dans les murs de l'église paroissiale de Saint-Fraimbault de Lassay, lors d'une restauration qu'on peut attribuer au XVe siècle. 
C'étaient de simples dalles tumulaires, affirme l'abbé Angot, et non des couvercles de sarcophages. 
Faites en granit du pays, grossièrement façonnées, elles n'ont pour toute décoration qu'une petite croix à l'endroit de la tête du défunt. 
Cette structure les distingue des pierres tombales du XIIIe siècle taillées, elles aussi, dans le granit, mais plus soigneusement, et décorées d'une croix gravée au trait, ordinairement nimbée, qui prend toute la longueur de la tombe et qu'accompagnent un livre, un calice ou une épée, suivant la condition du personnage. 
Ces dernières se rencontrent encore dans un très grand nombre de localités. Celles de Saint-Fraimbault sont uniques à la connaissance de l'abbé Angot. 
Les croix pattées, gravées en creux qu'on y remarque, ne sauraient être postérieures au XIe siècle et peuvent être bien plus anciennes. Leur présence à Saint-Fraimbault-de-Lassay peuvent faire croire à l'existence d'un monastère dans ce lieu plutôt qu'à Saint-Fraimbault-de-Prières, où rien de semblable n'est signalé. 
D'ailleurs, d'après les historiens de la province, le couvent de Saint-Fraimbault-de-Prières aurait été détruit par les Normands au IXe siècle et, comme nous savons par certains textes, qu'il existait un monastère de Saint-Fraimbault au XIIe siècle, on peut croire que ce dernier était dans le voisinage de Lassay. 
Cette ville, comme Saint-Fraimbault-de-Prières, est située dans le pays de Javron, « in pago Gabronensi. » M. l'abbé Gillard appuie encore les mêmes conclusions en faveur du monastère de Saint-Fraimbault-de-Lassay de la découverte, dans le voisinage de l'église, de tombeaux et de substructions d'anciens murs.

## Galerie d'images

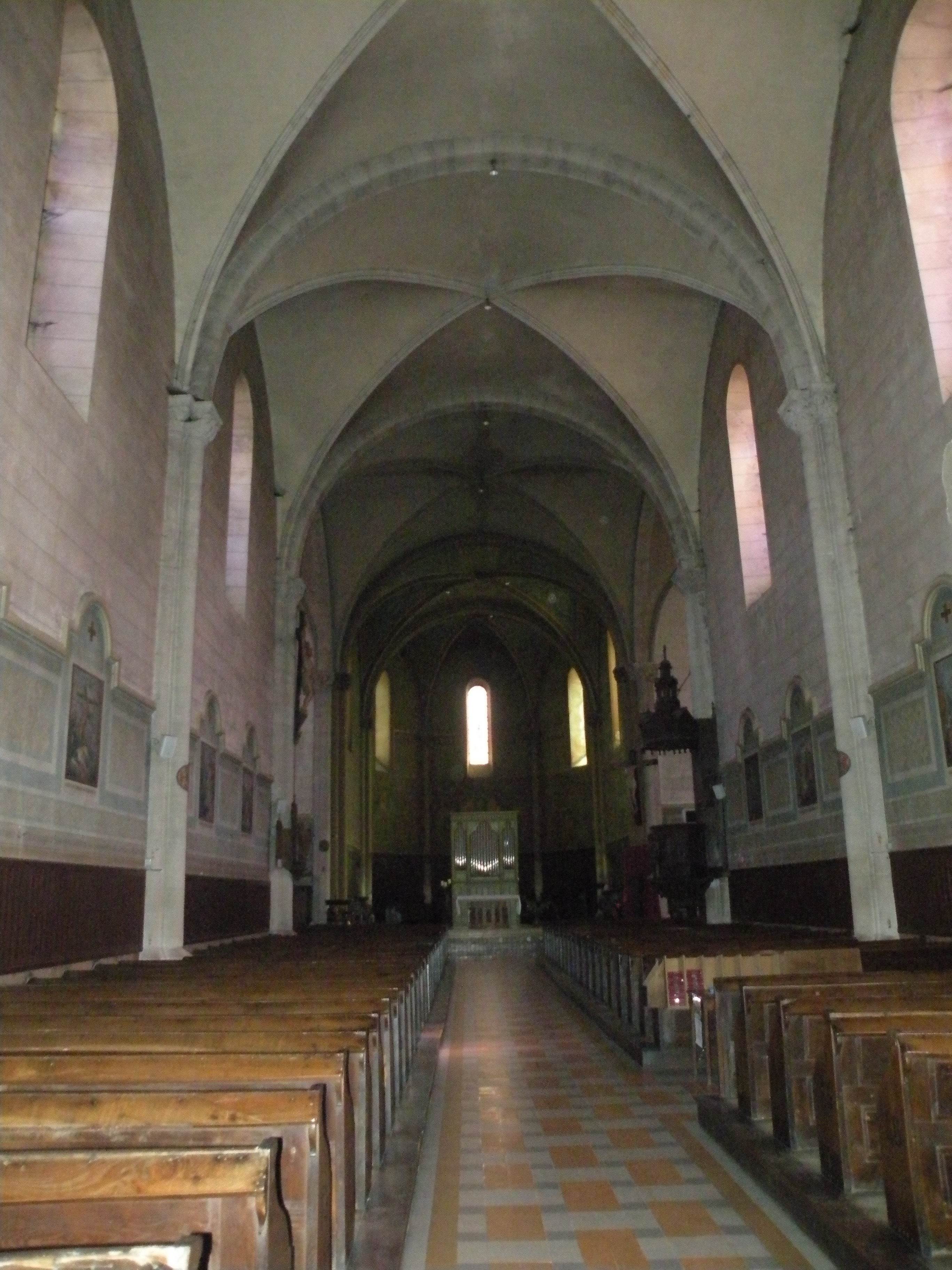
La nef.
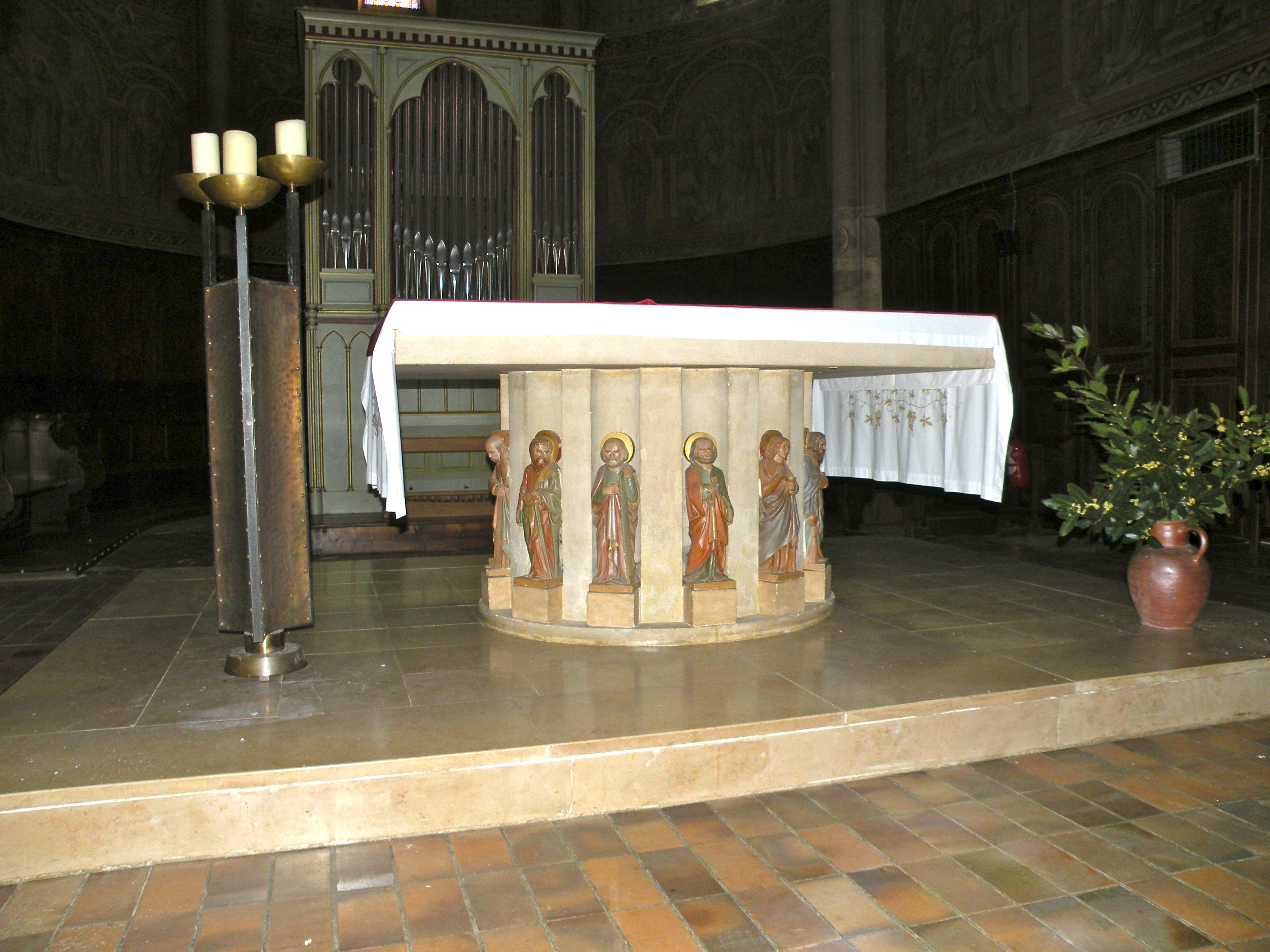
Le chœur.
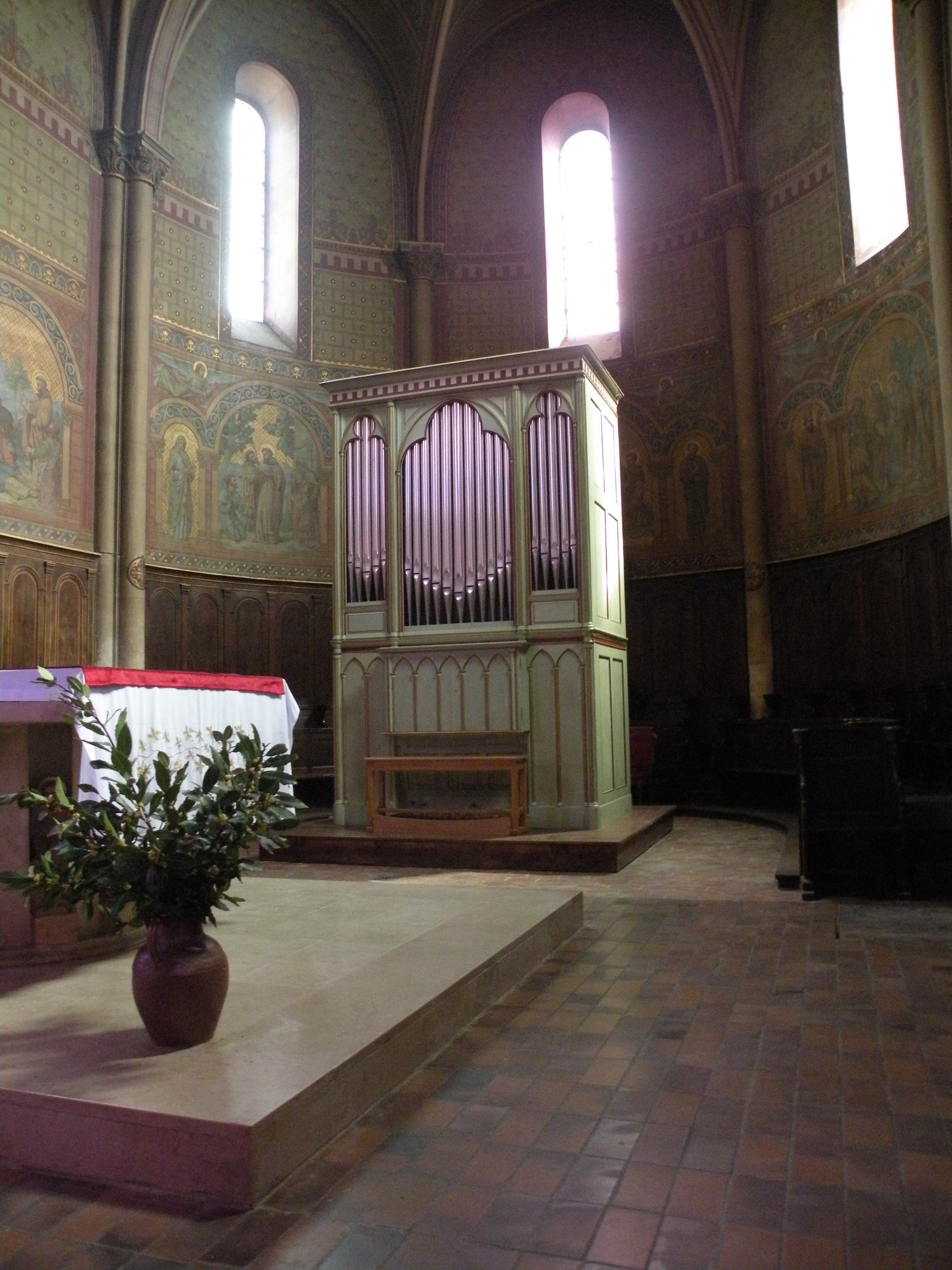
L'abside et l'orgue.
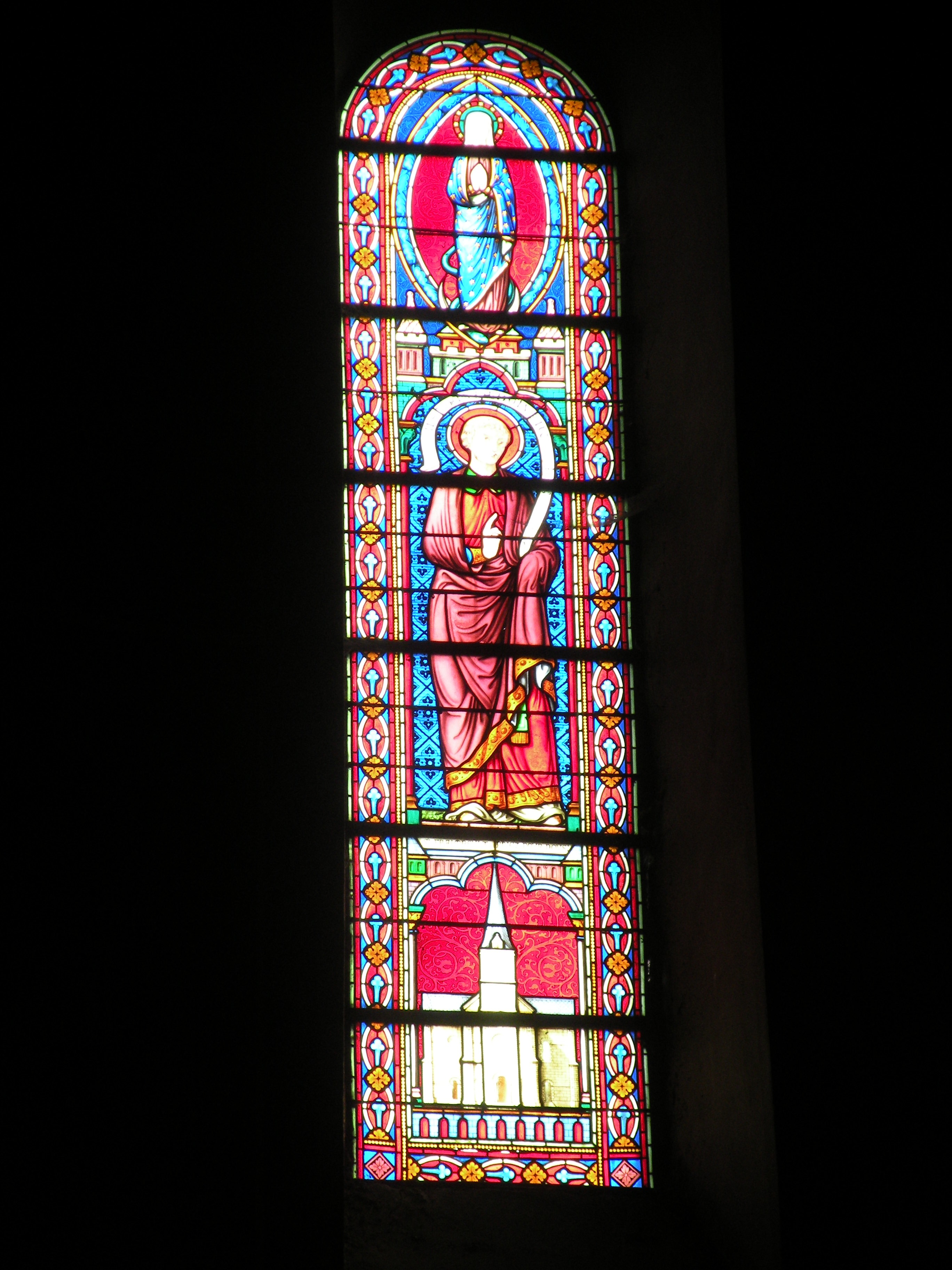
Vitrail.
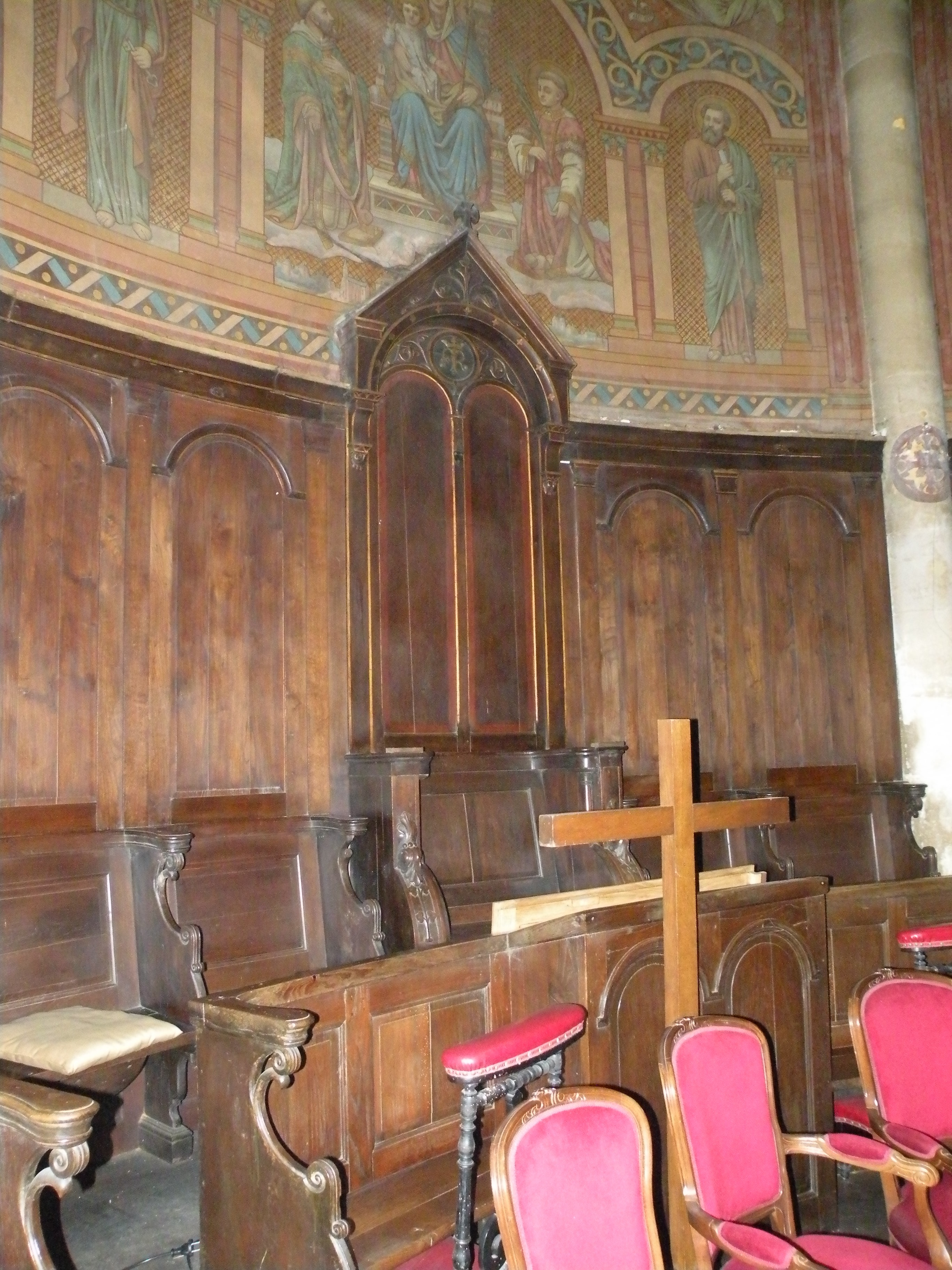
Stalles.